# BATS
Pour les articles homonymes, voir Bats.
BATS (acronyme de Better Alternative Trading System) est une entreprise financière américaine qui gère un système multilatéral de négociation (SMN), c'est-à-dire un marché boursier alternatif, organisant la confrontation entre acheteurs et vendeurs de titres. La plateforme BATS est développée en interne par la société. Son siège social est situé dans l'agglomération de Kansas City (Missouri), et elle dispose également de bureaux à New York et à Londres.
La plateforme de BATS a été lancé aux États-Unis en janvier 2006 et en Europe le 31 octobre 2008.
En octobre 2008, BATS Trading Inc est passé d’un statut règlementaire d’ECN (Electronic Communication Network) à celui de marché boursier. Depuis cette date, BATS s’est positionné comme la troisième Bourse mondiale en termes de valeur des actions échangées, derrière le New York Stock Exchange et le Nasdaq.

## Objet
BATS Trading Limited (BATS Europe) est un système multilatéral de négociation pan-européen, c'est-à-dire un marché boursier alternatif aux grandes bourses réglementées de chaque pays. Sa création a été possible grâce à la Directive européenne sur les marchés d'instruments financiers, entrée en vigueur le 1er novembre 2007, et qui autorise la concurrence entre bourses au sein de l'Union européenne.

## Histoire
En janvier 2006, BATS lance sa plate-forme aux États-Unis, sous le nom de BATS Exchange.
Le 31 octobre 2008, BATS, à travers sa filiale de Londres agréée par la FSA (le régulateur anglais), BATS Trading (ou BATS Europe), lance un système multilatéral de négociation (SMN) dédié aux valeurs européennes. Il est agréé par le régulateur britannique FSA. Le 5 décembre 2008, BATS Europe étend son périmètre de cotation aux valeurs des bourses nordiques : OMX30 (Suède), OMXH20 (Finlande), OMXC20 (Danemark) et OBX25 (Norvège).
Le 27 janvier 2009, BATS annonce qu'il se place au troisième rang des bourses mondiales en termes de volumes traités, derrière le New York Stock Exchange et le NASDAQ, avec 552 milliards de transactions en décembre 2008. Soit l’équivalent des volumes cumulés traités sur NYSE Euronext, la Bourse de Londres et la Deutsche Börse. Le 21 janvier 2010, BATS Europe dépasse les 2 milliards d'euros de titres échangés.
Le 26 février 2010, BATS étend sa plate-forme de négociation aux options.
En février 2011, BATS acquiert Chi-X pour 300 millions de dollars. En avril 2012, l'intégration de Chi-X dans BATS est finalisée.
A la mi-2013, BATS est en négociation pour racheter Direct Edge, un marché boursier américain,.
En janvier 2015, KCG annonce la vente de sa plateforme d'échange sur le Forex, KCG Hotspot à BATS pour 365 millions de dollars.
En septembre 2016, CBOE Holdings annonce l'acquisition de BATS pour 3,2 milliards de dollars. Cette acquisition est devenue effective le 26 février 2017.

## Périmètre de cotation
- BATS Exchange, Inc. : titres américains.
- BATS Trading Limited (ou BATS Europe) : titres de la Bourse de Londres, de NYSE Euronext, de la Deutsche Börse et valeurs nordiques (OMX30 - Suède, OMXH20 - Finlande, OMXC20 - Danemark, et OBX25 - Norvège).

## Parts de marché
La part de marché estimée de BATS sur les valeurs de l'indice CAC 40 en septembre 2009 était de 4,2 % des volumes de transactions, représentant un nombre moyen de 836 transactions par jour (du 1er au 30 septembre 2009).
Au 12 mai 2017, la part de marché affichée par BATS Europe sur les valeurs du CAC 40 est de 19.34 %.